# Ingoe
Ingoe – przysiółek w Anglii, w Northumberland, w dystrykcie (unitary authority) Northumberland, w civil parish Matfen. Leży 42.6 km od miasta Alnwick, 23.8 km od miasta Newcastle upon Tyne i 413.9 km od Londynu. W 1951 roku civil parish liczyła 162 mieszkańców.